# 荘川村立黒谷中学校
荘川村立黒谷中学校（しょうかわそんりつ くろだにちゅうがっこう）は、岐阜県大野郡荘川村（現・高山市）に存在した公立中学校。

## 概要
- 大野郡荘川村南部の中学校であった。黒谷小学校に併設され、あわせて黒谷小中学校とも称した。
- 1961年、荘川中学校〈旧〉と統合し、荘川中学校の新設により廃校。
- 校舎は1962年7月まで、荘川中学校黒谷分教室として使用された。

## 沿革
- 1947年（昭和22年）4月 - 荘川村立黒谷中学校として開校。黒谷小学校に併設。黒谷小学校六厩分校に黒谷中学校六厩分校を併設する。
- 1951年（昭和26年）10月8日 - 現在地に新校舎（小中共用）が完成し、移転。
- 1961年（昭和36年）3月31日 - 荘川中学校〈旧〉、黒谷中学校、黒谷中学校六厩分校を統合し、荘川村立荘川中学校の新設により廃校。旧・黒谷中学校は荘川中学校黒谷分教室、黒谷中学校六厩分校は荘川中学校六厩分教室となる。
- 1962年（昭和37年）7月 - 荘川中学校の校舎が完成。黒谷分教室、六厩分教室を廃止。

## 六厩分校
- 1947年に荘川村立黒谷中学校六厩分校として設置。荘川村立黒谷小学校六厩分校に併設されていた。
- 1961年3月31日、荘川中学校〈旧〉、黒谷中学校、黒谷中学校六厩分校を統合し、荘川村立荘川中学校の新設により廃校。荘川中学校統合校舎完成までは、荘川中学校六厩分教室として使用された。
- 校舎（黒谷小学校六厩分校）は、2004年に荘川村指定文化財となった。2005年に荘川村が高山市に編入後は「旧黒谷小学校六厩分校」として高山市指定文化財となっている。[1]。